# Anyphaena soricina
Anyphaena soricina là một loài nhện trong họ Anyphaenidae.
Loài này thuộc chi Anyphaena. Anyphaena soricina được Eugène Simon miêu tả năm 1889.